# Hiéroglyphe égyptien D26
Le hiéroglyphe égyptien D26 (lèvres crachant) est classifié dans la section D « Parties du corps humain » de la liste de Gardiner ; cet hiéroglyphe y est noté D26.

## Représentation
Il représente une paires de lèvres vue de profil d'où se déverse un liquide.

## Utilisation
C'est un déterminatif du champ lexical de l'action de cracher, de celle de vomir ainsi que du sang.

## Exemples de mots
| p | s | g | D26 |

| p | s | g | D26 |

| b | S · D26 |

| b | S · D26 |

| z · n · f | D26 · Z2 |

| z · n · f | D26 · Z2 |